# São Miguel do Iguaçu
São Miguel do Iguaçu ist ein brasilianisches Munizip im Westen des Bundesstaats Paraná. Es hat 29.122 Einwohner (2022), die sich São-Miguelenser nennen. Seine Fläche beträgt 852 km². Es liegt 296 Meter über dem Meeresspiegel.

## Etymologie
Das Dorf wurde 1951 von der Colonizadora Gaúcha Ltda unter dem Namen Gaúcha gegründet. Bei der Erhebung zum Munizip erhielt es 1961 den heutigen Namen São Miguel do Iguaçu. Das Gebiet gehörte ursprünglich zu der Fazenda São Miguel, so dass der Name für das Munizip übernommen und zur Unterscheidung von anderen Orten des gleichen Namens um den Zusatz do Iguaçu ergänzt wurde.

## Geschichte

### Besiedlung
Die Gegend von Foz do Iguaçu wurde 1542 durch die Expedition des spanischen Kapitäns Álvar Nuñez Cabeza de Vaca entdeckt, der mit seiner gesamten Expedition von Guarani-Indianern begleitet wurde. Die Expedition verließ die Küste Santa Catarinas in Richtung Asunción, durchquerte den gesamten Bundesstaat Paraná in Ost-West-Richtung bis zu den Hängen des Paraná-Tals und stieß dann auf die Iguaçu-Wasserfälle, die bei dieser Gelegenheit auf den Namen Santa-Maria-Wasserfall getauft wurden.
Die Militärkolonie Iguaçu wurde 1888 zur Sicherung des brasilianischen Territoriums gegen argentinische und paraguayische Invasionen gegründet
Am 14. März 1914 wurde die Gemeinde Iguassu gegründet. Von da an kamen die ersten Siedler, hauptsächlich europäische Einwanderer aus Deutschland und Italien, die ihren Lebensunterhalt durch die Produktion von Herva Mate und das Fällen von Holz sicherten.

### Erhebung zum Munizip
São Miguel do Iguaçu wurde durch das Staatsgesetz Nr. 4338 vom 25. Januar 1961 aus Foz do Iguaçu und Medianeira ausgegliedert und in den Rang eines Munizips erhoben. Es wurde am 28. November 1961 als Munizip installiert.

## Geografie

### Fläche und Lage
São Miguel do Iguaçu liegt auf dem Terceiro Planalto Paranaense (der Dritten oder Guarapuava-Hochebene von Paraná). Seine Fläche beträgt 852 km². Es liegt auf einer Höhe von 296 Metern.

### Vegetation
Das Biom von São Miguel do Iguaçu ist Mata Atlântica.

### Klima
Das Klima ist gemäßigt warm. Es werden hohe Niederschlagsmengen verzeichnet (1757 mm pro Jahr). Im Jahresdurchschnitt liegt die Temperatur bei 22,2 °C. Die Klimaklassifikation nach Köppen und Geiger lautet Cfa.

### Gewässer
São Miguel do Iguaçu liegt in den Einzugsgebieten des Rio Paraná und des Rio Iguaçu. Der Iguaçu bildet die südliche, der Rio Ocoí die nördliche Grenze des Munizips. Die östliche Grenze folgt dem Verlauf des rechten Iguaçu-Nebenflusses Rio Represa Grande und seines Zuflusses Rio Represinha. Im Süden des Munizipgebiets fließt der Rio dos Índios zum Rio Iguaçu. 

### Straßen
São Miguel do Iguaçu liegt an der BR-277, die Foz do Iguaçu mit dem Hafen Paranaguá verbindet. Über die PR-497 kommt man im Norden nach Itaipulândia.

### Nachbarmunizipien
|                                             | Itaipulândia                                | Medianeira             |
|                                             | Kompassrose, die auf Nachbargemeinden zeigt | Serranópolis do Iguaçu |
| Foz do Iguaçu und Santa Terezinha de Itaipu | Argentinien                                 |                        |

## Stadtverwaltung
Bürgermeister: Boaventura Manoel Joao Motta, MDB (2021–2024)
Vizebürgermeister: Claudio Aparecido Rodrigues, PROS (2021–2024)

## Demografie

### Bevölkerungsentwicklung
| Jahr | Einwohner | Stadt | Land |
| ---- | --------- | ----- | ---- |
| 1970 | 25.242    | 9 %   | 91 % |
| 1980 | 34.241    | 23 %  | 77 % |
| 1991 | 24.721    | 44 %  | 56 % |
| 2000 | 24.432    | 58 %  | 42 % |
| 2010 | 25.769    | 64 %  | 36 % |
| 2022 | 29.122    |       |      |

Quelle: IBGE (2011) und Volkszählung 2022

### Ethnische Zusammensetzung
| Gruppe * | 1991    | 2000    | 2010    | wer sich als …                                                                   |
| --- | ------- | ------- | ------- | -------------------------------------------------------------------------------- |
| Weiße | 82,5 %  | 81,1 %  | 74,2 %  | weiß bezeichnet                                                                  |
| Schwarze | 2,6 %   | 4,1 %   | 4,5 %   | schwarz bezeichnet                                                               |
| Gelbe | 0,7 %   | 0,3 %   | 1,0 %   | von fernöstlicher Herkunft wie japanisch, chinesisch, koreanisch etc. bezeichnet |
| Braune | 13,1 %  | 12,3 %  | 17,1 %  | braun oder als Mischung aus mehreren Gruppen bezeichnet                          |
| Indigene | 0,9 %   | 2,0 %   | 3,2 %   | Ureinwohner oder Indio bezeichnet                                                |
| ohne Angabe | 0,2 %   | 0,3 %   | 0,0 %   |                                                                                  |
| Gesamt | 100,0 % | 100,0 % | 100,0 % |                                                                                  |
| *) Das IBGE verwendet für Volkszählungen ausschließlich diese fünf Gruppen. Es verzichtet bewusst auf Erläuterungen. Die Zugehörigkeit wird vom Einwohner selbst festgelegt. |         |         |         |                                                                                  |

Quelle: IBGE (Stand: 1991, 2000 und 2010)

## Wirtschaft

### Abgaben des Kraftwerks Itaipú
São Miguel do Iguaçu erhält vom Kraftwerk Itaipú für die Überflutung von 10,7 % seiner Gemeindeflächen Ausgleichszahlungen (genannt Royalties). Im Jahr 2017 finanzierten sie 25,3 % des Muniziphaushalts. Im Zeitraum 1990 bis 2019 beliefen sie sich auf insgesamt 190,3 Mio. US$.

### Kennzahlen
Mit einem Bruttoinlandsprodukt pro Einwohner von 39.875,96 R$ (rund 8.900 €) lag São Miguel do Iguaçu 2019 an 78. Stelle der 399 Munizipien Paranás.
Sein hoher Index der menschlichen Entwicklung von 0,704 (2010) setzte es auf den 212. Platz der paranaischen Munizipien.

## Nationalpark Iguaçu
Das südliche Zehntel des Munizipgebiets nimmt der Nationalpark Iguaçu ein, der sich entlang des Nordufers des Iguaçu von Santa Tereza do Oeste bis nach Foz do Iguaçu erstreckt.